# Häxan i Endor
Häxan i Endor var en kvinna i Gamla testamentet, som anlitades av kung Saul för att mana fram den döde profeten Samuels ande. 
Saul önskade få Samuels råd om hur han skulle kunna besegra filistéerna, sedan alla hans andra försök att kontakta Gud hade misslyckats. Han anlitade därför häxan i byn Endor för att utföra seansen. Anden, som kanske eller kanske inte var Samuels ande, förutsade dock endast Sauls egen undergång.
I 1917 års kyrkobibel kallas hon ”andebesvärjerskan i En-Dor” och i Bibel 2000 ”andeskåderskan i En-Dor”. I Karl XII:s bibel talas det om att det ”i En Dor är een qwinna som hafwer en spådoms anda”.